# Epomeo (nave soccorso)
L'Epomeo è stata una nave soccorso della Regia Marina, già motonave passeggeri italiana.

## Storia
Costruita tra il 1929 ed il 1930 nei cantieri Tosi di Taranto, l'Epomeo era una piccola motonave passeggeri da 243 tsl con scafo in acciaio diviso da sette paratie stagne trasversali e faceva parte, insieme alle gemelle Equa, Meta e Sorrento ed al più grande piroscafo Capri, del programma di ammodernamento della flotta avviato dalla Società anonima Partenopea di Navigazione (con sede a Napoli), cui apparteneva. Iscritta con matricola 351 al Compartimento marittimo di Napoli, la nave svolgeva servizio locale di collegamento e trasporto di passeggeri tra le località del Golfo di Napoli e le isole dell'arcipelago campano.
Il 13 maggio 1940, poco prima dell'ingresso dell'Italia nella seconda guerra mondiale, l'Epomeo venne requisita a Napoli dalla Regia Marina ed il 1º giugno 1940 fu iscritta nel ruolo del naviglio ausiliario dello Stato, con caratteristica S 2. Nell'agosto 1940 la piccola unità venne quindi sottoposta a lavori di trasformazione in nave soccorso (adibita ovvero a missioni di salvataggio di naufraghi ed in particolare – essendo l'Epomeo classificata nave soccorso aerei – di equipaggi di aerei abbattuti o precipitati, tenendosi pronta a muovere in mezz'ora), che comportarono l'imbarco di dotazioni mediche – una decina di posti letto ed attrezzature per operazioni chirurgiche d'emergenza e per cure da shock traumatici, ipotermia, annegamento ed ustioni – e personale sanitario e l'adozione della colorazione stabilita dalla Convenzione di Ginevra per le navi ospedale (scafo e sovrastrutture bianche, fascia verde interrotta da croci rosse sullo scafo e croci rosse sui fumaioli). Terminati i lavori, l'Epomeo entrò in servizio tra novembre e dicembre 1940, venendo quindi dislocata ad Augusta, in Sicilia, da dove operava in missioni di soccorso nel marzo 1941.
Inviata successivamente in Nordafrica, dall'aprile 1941 l'unità iniziò ad essere quivi impiegata insieme alla più grande nave soccorso Giuseppe Orlando: durante la prima controffensiva italo-tedesca in Libia le due navi assicurarono così un continuo servizio di evacuazione dei feriti verso le retrovie, navigando lungo la costa libica.
Nel giugno 1941 la piccola unità venne trasferita in Sicilia al posto della Meta, che prese invece il suo posto in Africa settentrionale. La nave venne quindi utilizzata in missioni di soccorso lungo le coste siciliane.

Il recupero dei caduti a bordo del cacciatorpediniere Lampo.

Il 4 luglio 1941 l'Epomeo venne inviata nella zona delle secche di Kerkennah per recuperare e seppellire in mare le vittime dell'equipaggio del cacciatorpediniere Lampo, ridotto ad un relitto ed incagliatosi su quelle secche a seguito del duro scontro che aveva provocato la distruzione del convoglio Tarigo, alla cui scorta apparteneva, il precedente 16 aprile. Giunta sul posto verso l'alba, la nave soccorso si ormeggiò a poca distanza dal relitto del cacciatorpediniere e vi trasbordò un ufficiale medico con un gruppo di infermieri e marinai, che provvidero a controllare sia il ponte di coperta che i compartimenti interni del Lampo, trovando ovunque corpi e resti umani. Verso il tramonto, ultimato il recupero dei cadaveri, e provvisto, per quanto possibile, alla loro identificazione, questi vennero chiusi in sacchi provvisti di un peso, dopo di che l'Epomeo si portò al largo: dopo una breve cerimonia religiosa, le salme vennero sepolte in mare con gli onori militari. 

La sepoltura in mare delle vittime del Lampo.

Dello stato del cacciatorpediniere raccontò successivamente un membro dell'equipaggio dell'Epomeo: «Il vento del deserto aveva cosparso il Lampo di sabbia, i piovaschi l'avevano battuto lavando la patina rossigna; il mare polverizzato dai frangenti ... aveva imbevuto di salmastro quei corpi di marinai aggrappati ai cannoni ed alle mitragliatrici; il sole li aveva prosciugati; l'acre salsedine della Piccola Sirte ... e l'alito del mare avevano preservato quelle membra giovani come in un sonno letargico .... Quei corpi di marinai sembravano ancora vivi quando, alle prime luci dell'alba, l'Epomeo venne ad ancorarsi più vicino e gli sguardi si fissarono su quella nave affascinante. I cannoni erano puntati ancora verso il largo, com'erano rimasti dopo l'ultima salva; nella torretta di poppa sei cannonieri stavano ancora uniti in un gruppo serrato; sull'alto della plancia un biondo ricciuto, dal viso intatto, stringeva la canna della sua mitragliatrice; un sergente e tre siluristi erano accanto ai tubi di lancio. Sparsi dovunque i resti di corpi straziati e mutilati. (…)».
Successivamente inviata di nuovo in Africa settentrionale, nel luglio 1942 l'Epomeo continuò ad essere impiegata in missioni di soccorso ai naufraghi ed evacuazione dei feriti dalla prima linea lungo la rotta costiera della Libia.
Nel gennaio 1943 l'Epomeo risultava ormai logorata dall'intenso utilizzo come nave soccorso, così che si rese necessario avviarla ad un periodo di prolungati ed approfonditi lavori di manutenzione ed armare, per rimpiazzare sia tale unità che la Meta, in analoghe condizioni, la gemella Sorrento.
Le navi soccorso non erano considerate come vere navi ospedale dagli inglesi, che le ritenevano troppo piccole per essere considerate tali (sebbene l'articolo 5 della convenzione di Ginevra del 1907 affermasse il contrario), e perciò spesso non ebbero remore ad attaccarle. Il 31 marzo 1943, durante un bombardamento aereo di Cagliari ad opera di 24 velivoli della 12ª USAAF (con obiettivo il porto, ma che colpì anche la città, provocando 60 vittime civili), l'Epomeo venne colpita, riportando gravi danni.
Di fatto cessò, in seguito a questo evento, l'operatività dell'Epomeo come nave soccorso: sino ad allora la piccola unità era stata una delle più attive navi di questo tipo, effettuando in tutto 38 missioni, al pari delle più grandi Capri e Laurana.
Trasferita a Livorno per le riparazioni, la nave soccorso era ancora ai lavori alla proclamazione dell'armistizio: impossibilitata a muovere, l'Epomeo venne catturata dalle truppe tedesche. Nel luglio 1944, prima di ritirarsi da Livorno, i tedeschi affondarono la nave soccorso – le cui riparazioni non erano state mai ultimate – all'imboccatura di quel porto, onde creare un'ostruzione (altre fonti fanno risalire tale autoaffondamento al 10 settembre 1943).
A differenza della gemella Meta, che aveva subito una simile sorte ma che nel 1947-1948 venne poi recuperata e rimessa in servizio, il relitto dell'Epomeo, recuperato nel dopoguerra, venne demolito.